# Lilla Bråtjärnen
Lilla Bråtjärnen är en sjö i Dals-Eds kommun i Dalsland och ingår i Göta älvs huvudavrinningsområde. Sjöns area är 0,012 kvadratkilometer och den är belägen 150 meter över havet.